# Чаун (річка)
Ча́ун (у верхів'ї Мали́й Ча́ун) — річка на півночі Далекого Сходу Росії. Протікає територією Чаунського району Чукотського автономного округу.
За площею басейну Чаун займає 4-е місце серед річок Чукотського автономного округу і 49-е — в Росії.
У басейні Чауна виявлені запаси олова, миш'яку, золота.
Через річку буде зведено міст на 704-му км автомобільної дороги «Омолон — Анадир», яку будують.

## Історичні відомості
До середини XVIII століття мала назву Ковича, яку дали першопрохідці-козаки. 1791 року учасниками експедиції Біллінгса згадується як Чававеям. В той час по річці проходила західна межа розселення чукчів.
Сучасна назва сходить до евен. чаан — «дальній».

## Гідрографія
Довжина річки 205 км, площа басейну 23 тис. км2. Витік розташований у хребтах Чукотського нагір'я, на північний захід від озера Ельгигитгин. У верхів'ї має гірський характер, де порожисто-водоспадна ділянка річки становить 4 % її довжини. Протікає однойменною низовиною, впадає в південну частину Чаунської губи Північного Льодовитого океану приблизно за 100 км від міста Певек. Дельта являє собою кілька рукавів шириною до 2 км і глибиною близько 205 км. Русло після паводку мігрує.
Середньобагаторічна витрата води в гирлі близько 90 м3/c та обсяг стоку 2,84 км3/рік. Середня мутність води не перевищує 45 г/м3, найбільша — 45 г/м3. Вода річки за хімічним складом належить до гідрокарбонатного класу і кальцієвої групи, має невелику мінералізацію.
Живлення річки переважно снігове. Весняний льодохід у пониззі Чауна відбувається 7-15 червня. У серпні можливі паводки, вода може піднятися до 0,7 м. Річка замерзає в середині жовтня.
У водопілля відбувається до 89 % річного стоку. Взимку (5—6 місяців) стік відсутній. Річка місцями часто перемерзає, в результаті утворюється полій.

## Притоки
Об'єкти перераховано за порядком від гирла до витоку.
- 3 км: Риткучин
- 12 км: водотік пр. Паляваам
- 33 км: Паляваам (Каленмиваам)
- 54 км: струмки Чулек (у верхів'ї струмок Мілкий)
- 90 км: Умкувеємкай
- 92 км: річка без назви
- 92 км: Мільгувеєм
- 97 км: Угаткин (у верхів'ї Правий Угаткин)
- 115 км: протока без назви
- 130 км: Чулек
- 134 км: Тихий
- 138 км: Мохова
- 152 км: Правий Чаун
- 169 км: Вузький
- 180 км: Крива

## Іхтіофауна
У річці водиться 18 видів риб, з них промислове значення мають прохідні форми: горбуша, кета, голець, нельма, мальма, азійська корюшка, сибірська ряпушка, а також прісноводні — чир, східносибірський харіус, пиж'ян, тонкохвостий минь. У пониззі зустрічається рідкісний ендемік — арктичний омуль.